# 金融ファクシミリ新聞社
株式会社金融ファクシミリ新聞社（きんゆうファクシミリしんぶんしゃ、英: Finance Facsimile News）は、日本の独立系新聞社である。「金ファク電子版」、「金融ファクシミリ新聞」の発刊のほかに「日刊インド経済」や「アセアン経済通信」を発刊している。また、専門家向けのセミナー事業やミャンマー語教室なども展開している。

## 概要
ファクシミリで新聞を配信した世界初の新聞社であり、現在は日本で唯一の金融資本市場の日刊紙として銀行・証券・保険、運用業界のほか、資金調達のツールとして大手事業法人に広く購読されている。また、最近では、PCやスマホで読める電子版「金ファクPro」が中心のメディアとなっている。一般紙などと異なり、個人向には販売してておらず、報道の中立性を保つため、購読料のみでの運営も特徴。このほか、東京初のホールディングカンパニーを設立したことでも有名。

## 沿革
- 1957年（昭和32年）4月：外国為替情報社 設立
- 1988年（昭和63年）9月：金融ファクシミリ新聞 創刊
- 1990年（平成2年）10月：社名を株式会社金融ファクシミリ新聞に変更
- 1994年（平成6年）11月：ロンドンに代理店を開設
- 1996年（平成8年）3月：米州開発銀行と共催で中南米セミナーを開催
- 1997年（平成9年）3月：東京フィナンシャルスクール開校
- 1998年（平成10年）9月：FNホールディング設立
- 2005年（平成17年）10月：FNサポート設立
- 2009年（平成21年）10月：バンコク駐在員事務所設立
- 2010年（平成22年）3月：シンガポール現地法人設立
- 2013年（平成25年）1月：ミャンマー語教室開始
- 2013年（平成25年）4月：ヤンゴン現地法人開設認可取得
- 2014年（平成26年）9月：「新共和党宣言」出版
- 2015年（平成27年）2月：電子版リリース
- 2016年（平成28年）7月：ヤンゴン事務所 正式開設
- 2017年（平成29年）4月：金融ファクシミリ新聞に初めて小説を連載
- 2017年（平成29年）7月：金ファク出版 立ち上げ
- 2018年（平成30年）1月：FAX版を14年ぶりに価格改定
- 2018年（平成30年）6月：公式twitter「金ファくん」の運用開始